# Aarón Escandell
Aarón Escandell Banacloche (Carcagente, Valencia, 27 de septiembre de 1995), más conocido como Aarón, es un futbolista español que juega de portero en el Real Oviedo de la Primera División de España

## Trayectoria
Se formó en las categorías inferiores del Valencia C. F. Tras esto fichó, por el Málaga C. F. aunque empezó jugando en el segundo equipo, el Atlético Malagueño. En 2013 pasó a ejercer de tercer portero del club, llegando a ser convocado varias veces con el primer equipo.
En 2017 fichó por el Granada C. F., jugando primero en su filial antes de llegar a un primer equipo con el que disputó 27 partidos en cuatro años. En el último de ellos el equipo bajó a Segunda División, categoría en la que jugaría a partir de la temporada 2022-23 tras comprometerse con el F. C. Cartagena por dos años.
El 24 de julio de 2023 fue traspasado a la U. D. Las Palmas y firmó por dos temporadas. Hizo su debut el siguiente 31 de octubre en un partido de la Copa del Rey ante el C. D. Manacor. Jugó otros cuatro encuentros y un año después de su llegada su contrato fue rescindido. Entonces, el 10 de julio, fichó por el Real Oviedo con el que se comprometió por dos campañas.

## Estadísticas

### Clubes
Actualizado al último partido disputado el 21 de junio de 2025.
| Club                        | Div.          | Temporada     | Liga  | Liga  | Copas nacionales | Copas nacionales | Copas internacionales | Copas internacionales | Total | Total |
| Club                        | Div.          | Temporada     | Part. | Goles | Part.            | Goles            | Part.                 | Goles                 | Part. | Goles |
| --------------------------- | ------------- | ------------- | ----- | ----- | ---------------- | ---------------- | --------------------- | --------------------- | ----- | ----- |
| Atlético Malagueño · España | 3.ª           | 2013-14       | 3     | 0     | —                | —                | —                     | —                     | 3     | 0     |
| Atlético Malagueño · España | 3.ª           | 2014-15       | 27    | 0     | —                | —                | —                     | —                     | 27    | 0     |
| Atlético Malagueño · España | 3.ª           | 2015-16       | 33    | 0     | —                | —                | —                     | —                     | 33    | 0     |
| Atlético Malagueño · España | 3.ª           | 2016-17       | 32    | 0     | —                | —                | —                     | —                     | 32    | 0     |
| Atlético Malagueño · España | Total club    | Total club    | 95    | 0     | 0                | 0                | 0                     | 0                     | 95    | 0     |
| Granada C. F. "B" · España  | 2.ª B         | 2017-18       | 32    | 0     | —                | —                | —                     | —                     | 32    | 0     |
| Granada C. F. "B" · España  | Total club    | Total club    | 32    | 0     | 0                | 0                | 0                     | 0                     | 32    | 0     |
| Granada C. F. · España      | 2.ª           | 2018-19       | 1     | 0     | 1                | 0                | —                     | —                     | 2     | 0     |
| Granada C. F. · España      | 1.ª           | 2019-20       | 3     | 0     | 5                | 0                | —                     | —                     | 8     | 0     |
| Granada C. F. · España      | 1.ª           | 2020-21       | 5     | 0     | 5                | 0                | 1                     | 0                     | 11    | 0     |
| Granada C. F. · España      | 1.ª           | 2021-22       | 4     | 0     | 2                | 0                | —                     | —                     | 6     | 0     |
| Granada C. F. · España      | Total club    | Total club    | 13    | 0     | 13               | 0                | 1                     | 0                     | 27    | 0     |
| F. C. Cartagena · España    | 2.ª           | 2022-23       | 36    | 0     | 0                | 0                | —                     | —                     | 36    | 0     |
| F. C. Cartagena · España    | Total club    | Total club    | 36    | 0     | 0                | 0                | 0                     | 0                     | 36    | 0     |
| U. D. Las Palmas · España   | 1.ª           | 2023-24       | 2     | 0     | 3                | 0                | —                     | —                     | 5     | 0     |
| U. D. Las Palmas · España   | Total club    | Total club    | 2     | 0     | 3                | 0                | 0                     | 0                     | 5     | 0     |
| Real Oviedo · España        | 2.ª           | 2024-25       | 45    | 0     | 0                | 0                | —                     | —                     | 45    | 0     |
| Real Oviedo · España        | Total club    | Total club    | 45    | 0     | 0                | 0                | 0                     | 0                     | 45    | 0     |
| Total carrera               | Total carrera | Total carrera | 223   | 0     | 16               | 0                | 1                     | 0                     | 240   | 0     |
| 1. 2.                       |               |               |       |       |                  |                  |                       |                       |       |       |